# Hechos de Mar Mari
Los Hechos de Mar Mari son hechos apócrifos cristianos siríacos.  Se refiere a la introducción del cristianismo en el norte y el sur de la Mesopotamia por el discípulo de Addai, Mari, en el siglo I y principios del siglo II d. C.

## Historia del manuscrito

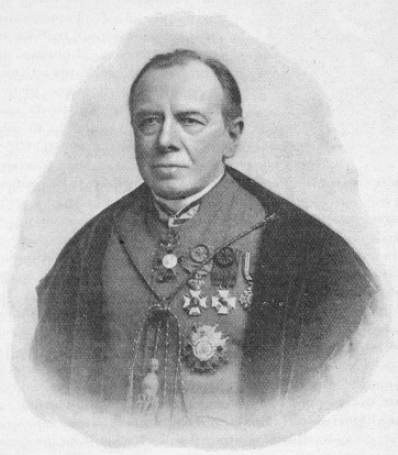
Fotografía de Juan Bautista Abelos en L'Université de Louvain. Coup d'oeil sur son histoire et ses institutions, 1425-1900, Bruselas, Bulens, 1900, p. 91.

Los Hechos de Mar Mari se conservan en múltiples manuscritos. Seis manuscritos escritos en siríaco o garshuni datan del siglo XIX y están almacenados en la Biblioteca del Monasterio Rabban Hormizd. Estos manuscritos fueron copiados en Tel Keppe o Alqosh de una serie del libros llamada Historias de santos y mártires. Se sabía que un manuscrito fue copiado en Alqosh en 1881 por un hombre llamado Abraham de la familia de sacerdotes Qāshā. Su copia se basó en un manuscrito del siglo XIX escrito por el maestro copista Īsā Aqrūrāiā. Juan Bautista Abelos había comparado el manuscrito con uno más antiguo que había recibido del obispo G. Khyyath de Amida. Abelos lo publicó junto con su traducción latina en su Acta Sancta Maris (1885) con una lista de variantes entre los manuscritos.
R. Raabe había comparado un manuscrito conocido como CB hereafter con el de Abelos. Había publicado su traducción al alemán junto con variantes en su Die Geschichte des Dominus Mari, eines Apostels des Orients (Leipzig: Hinrichs, 1893).
Paul Bedjan editó su manuscrito basado en el de Abelos en su Acta Martyrum et Sanctorum Syriace (1890). El manuscrito de Bedjan era menos descriptivo que el de Abelos y el de Raabes.
También existen dos traducciones al árabe de los Hechos de Mar Mari. El primero fue del obispo Addai Scher de Seert (Turquía) en su Kitāb sītar ašher šuhadā al-mašriq al-qiddīsīn (1900). La otra era una traducción abreviada con secciones del principio y el final omitidas. Fue publicado por el P. Albert Abūjā en su Šuhadā al-mašriq (1985).
Los Hechos de Mar Mari se tradujeron por primera vez del siríaco al inglés en The Acts of Mār Mārī the Apostle (2005) de Amir Harrak.

## Similitudes textuales
Los Hechos de Mar Mari derivan de la Doctrina de Addai, pero incluyen algunas inserciones de la Biblia (principalmente el Libro de Daniel), Eusebio de Cesarea y contenido literario antiguo de la Mesopotamia. El autor de los Hechos de Mar Mari afirma haber escrito las tradiciones transmitidas por los libros, pero nunca las identifica. Según Amir Harrak, el autor probablemente insertó información fragmentada de fuentes antiguas, pero las incorporó en los Hechos de una manera que ha hecho que las incorporaciones sean indistinguibles de la edición de las Actas del autor.
La introducción de los Hechos comienza con una correspondencia entre Abgaro V y Jesús y la curación de Abgaro por parte de Addai en la Doctrina de Addai. La coincidencia de Hechos con la Doctrina de Addai continúa con un hecho similar con respecto a la curación del rey que gobernó Arzen; el rey de Arzen sufría la enfermedad exacta de la gota, como lo la sufría Abgaro, pero Mar Mari cura al rey Arzen como a Abgaro lo cura Addai. Luego, el rey conversó con Mar Mari como lo hizo el rey Abgaro con Addai en la Doctrina de Addai. No mucho antes de su muerte, Mar Mari se dirige a sus discípulos con las palabras exactas como lo hizo Addai cuando estaba en su lecho de enfermo.
Un motivo similar de una traducción siríaca de la Historia de la Iglesia de Eusebio (7:17) se puede encontrar en los Hechos de Mar Mari (capítulo 1) que representa una estatua de cobre de una mujer que había estado sangrando durante doce años; la estatua hace referencia a una mujer que había estado sangrando durante doce años en el Evangelio de Marcos (Marcos 5:25-34). Se ha descrito que la posición de la estatua es sobre una roca con los brazos estirados y las rodillas dobladas y mirando hacia el lado opuesto de la casa de las mujeres reales a las que se hace referencia en Marcos, y junto a la estatua, una estatua de cobre de Jesús vestida con una capa, con los brazos extendidos hacia la estatua de la mujer.
Muchos momentos de los Hechos de Mar Mari se inspiraron en la Biblia. En el Libro de Daniel (Daniel 3), Nabucodonosor II amenazó a Sadrac, Mesac y Abednego con que serían arrojados a un horno ardiente si se negaban a adorar una estatua de oro que él había erigido. En los Hechos, se realiza una amenaza similar (capítulo 12) a aquellos que violarían una prohibición de tres días del uso del fuego durante un culto ceremonial a los dioses. También se alude a un motivo de tres días cuando Darío el Medo instituyó un decreto para que todos le rindieran homenaje solo en un período de treinta días (Daniel 6:7-12). Sadrac, Mesac y Abednego finalmente fueron arrojados al horno ardiente, pero por intervención divina debido a su fe en Dios, milagrosamente salieron ilesos del fuego (Daniel 3:19-23). Este evento se refleja en los Hechos (capítulo 23) cuando Mar Mari entra al fuego pero no sufre ningún daño.

## Datación histórica
La fecha de los Hechos de Mar Mari no es universalmente aceptada. Juan Bautista Abelos, quien editó por primera vez el texto, fechó los Hechos en el siglo VI o posiblemente durante el siglo siglo VII d. C. Josef Markwart eligió una fecha tardía debido a los dos lugares geográficos mencionados, Gawar y Zawzan, que no están documentados en los primeros períodos. Harrak afirma que estos nombres no suenan como árabes, y aunque Zawzan se encuentra sólo en fuentes árabes, Harrak afirma que no significa que el nombre fue acuñado en el período árabe. Explica además que la mayoría de los lugares geográficos mencionados en los Hechos están evidentemente presentes en fuentes siríacas de la era preislámica. Varios eruditos han fechado los Hechos a mediados del siglo VII después de la caída del Imperio sasánida por parte de los árabes, sin embargo, Amir Harrak afirma que eso es poco probable ya que los Hechos nunca mencionan el final del Imperio sasánida o algo parecido.